# Cathorops
Cathorops é um género de peixes da família dos ariídeos, da ordem dos siluriformes.

## Morfologia
- Sua longitude máxima não ultrapassa de 360 mm.
- Têm 3 pareis de barbilhos sensórias no queixo i as mandíbulas.
- As aberturas branquiais estão restringidas aos costados pela adesão das membranas branquiais ao peito.
- Os dentes das mandíbulas estão distribuídos em várias filas: os anteriores més pequenos que os posteriores.[1]

## Hábitat
São espécies tropicais que habitam nas águas doces e salobras e também nas águas marinhas litorais rasas e estuários salgados.

## Distribuição geográfica
Se encontram desde o sul de México, até América do Sul.

## Espécies
- Cathorops agassizii (C. H. Eigenmann & R. S. Eigenmann, 1888)
- Cathorops aguadulce (Meek, 1904)
- Cathorops arenatus Valenciennes, 1840
- Cathorops belizensis Marceniuk & Betancur-R., 2008
- Cathorops dasycephalus Günther, 1864
- Cathorops festae (Boulenger, 1898) [2]
- Cathorops fuerthii Steindachner, 1877
- Cathorops higuchii Marceniuk & Betancur-R., 2008
- Cathorops hypophthalmus Steindachner, 1877
- Cathorops kailolae Marceniuk & Betancur-R., 2008
- Cathorops laticeps Günther, 1864
- Cathorops liropus Bristol, 1897
- Cathorops manglarensis Marceniuk, 2007
- Cathorops mapale Betancur-R. & Acero P, 2005
- Cathorops melanopus Günther, 1864
- Cathorops multiradiatus Günther, 1864
- Cathorops nuchalis Günther, 1864
- Cathorops puncticulatus Valenciennes, 1840
- Cathorops raredonae Marceniuk, Betancur-R. & Acero P., 2009
- Cathorops spixii Agassiz, 1829
- Cathorops steindachneri Gilbert & Starks, 1904
- Cathorops taylori Hildebrand, 1925
- Cathorops tuyra Meek & Hildebrand, 1923
- Cathorops variolosus Valenciennes, 1840
- Cathorops wayuu Betancur-R., Acero P. & Marceniuk, 2012[1]